# Polysteganus
Polysteganus és un gènere de peixos pertanyent a la família dels espàrids.

## Taxonomia
- Polysteganus baissaci (Smith, 1978)[2]
- Polysteganus coeruleopunctatus (Klunzinger, 1870)[3]
- Polysteganus praeorbitalis (Günther, 1859)[4]
- Polysteganus undulosus (Regan, 1908)[5]